# Pace University
La Pace University è un'università privata dotata di tre campus, ubicati nella città di New York e nella Contea di Westchester.

## 11 settembre 2001
Durante gli attentati dell'11 settembre 2001, hanno perduto la vita quattro studenti e quaranta ex studenti della Pace University, che si trova a quattro isolati da Ground Zero. Di tutti gli edifici della Pace University è rimasto danneggiato esclusivamente il 55º piano del World Trade Center; esso ospitava (in un'area di circa 4.268,2 metri quadrati) il World Trade Institute della Pace University e il World Trade Conference Center della Pace University. In tutti i campus universitari della Pace sorge un memoriale dedicato alle vittime degli attentati.

## Ex studenti illustri della Pace University
- Mike Adenuga, amministratore delegato di Globacom
- Ailee, cantante coreano-americana
- Yancy Butler, attrice
- Dominique Fishback, attrice
- Joy Mangano, inventrice e imprenditrice
- Glenn Taranto, attore (noto per il ruolo di Gomez Addams in La Famiglia Addams)
- Barbara Farrell Vucanovich, politica
- Stephanie Del Valle, musicista, modella (Miss Mondo 2016)